# Radnor (Metro de Filadelfia)
Radnor  es una estación en la línea Púrpura del Metro de Filadelfia. La estación se encuentra localizada en Station Drive & King of Prussia Road en Radnor, Pensilvania.  La Autoridad de Transporte del Sureste de Pensilvania (por sus siglas en inglés SEPTA) es la encargada por el mantenimiento y administración de la estación. La estación se encuentra a 7.9 millas de las vías de la Terminal de la Calle 69.

## Descripción y servicios
La estación Radnor cuenta con 2 plataformas laterales y 2 vías. La estación también cuenta con 19 de espacios de aparcamiento. 

## Conexiones
La estación es abastecida por las siguientes conexiones: 
- Rutas de autobuses de SEPTA: Ninguna